# RPF
Real People Fiction/Фанфики об известных людях (сокр. RPF) — жанр фанфикшена. В таком рассказе, в отличие от других видов фанфиков, задействованы не выдуманные персонажи, а реальные люди.
Героями RPF могут быть исторические личности или знаменитости: актёры, музыканты, спортсмены, политики, блогеры.

## Описание
Персонажи известных людей в фанфиках должны быть максимально похожи на них в реальности. Поскольку в большинстве случаев автор лично не знаком со знаменитостью и не знает ничего о её внутреннем мире и частной жизни, в основу образов кладутся факты из интервью, документальных фильмов, публичных выступлений, соцсетей и иных доступных источников.
Фанфики RPF могут иметь любой сюжет и жанр, включать гомосексуальные, эротические и прочие эпизоды, не связанные с реальной жизнью знаменитостей. Любовная линия в таких работах может быть как между людьми, в самом деле состоящими в отношениях, так и между теми, кто в действительности не имеет друг с другом никакой связи.
В RPF, как и в прочих фанфиках, встречается персонаж Мэри Сью, являющийся улучшенной версией самого автора (обычно девушки) и воплощающий её желание быть рядом с любимой знаменитостью.

## История
К первым произведениям RPF можно отнести мифы и легенды о великих личностях, многие из которых сочинялись ещё при жизни «персонажей», а также исторические романы.
Известно, что в 1826—1844 годах сёстры Бронте писали рассказы о своём современнике Герцоге Веллингтоне — военачальнике, разбившем Наполеона при Ватерлоо, и о его реально существовавших сыновьях Артуре и Чарльзе. С персонажами происходили события, не случавшиеся в действительности, их характеры развивались с течением сюжета. Сёстры Бронте никогда не публиковали эти истории, но оттачивали с помощью них свой писательский навык.
В 40-х годах XX века в США официально выпускались детские книжки в жанре детектив и мистика, главными героями которых были молодые голливудские актёры. Такие произведения имели целью привлечь внимание к кинозвёздам. В разное время «персонажами» становились Джинджер Роджерс, Джон Пейн, Бонита Гренвилл и многие другие. При этом протагонисты не всегда сохраняли свой реальный статус. Так, в книге «Джинджер Роджерс и Загадка красной мантии» героиня Джинджер Роджерс — не актриса, а простая телефонистка. В фанфикшене такой текст отнесли бы к жанру AU (Alternative Universal).
В 1960-70-х годах в журналах для подростков также печатались рассказы со звёздами в качестве персонажей. Романтическая линия в этих историях нередко развивалась между знаменитостью и «обычной» девушкой или парнем, на месте которых читатель мог воображать себя. Блогер Майк Стерлинг приводит пример рассказа о приключениях девушки Синди с молодым Донни Осмондом.
RPF-рассказы о музыкантах начинают активно писаться в 1980-е. Это связано с появлением телеканала MTV, который дал фанатам возможность постоянно видеть любимых исполнителей. Некоторые истории существовали в формате фэнзинов, но охват аудитории у них был очень маленький. Так что до появления интернета большинство авторов не знали, что есть люди с таким же хобби.
Выпускались также эротические рассказы о знаменитостях. Примером может служить комикс «Тихуанская библия», выходивший в США в 1920-60-е годы. В 2000-м году появилась новелла Поппи З. Брайта «Пластиковый Иисус», где Пол Маккартни и Джон Леннон влюбляются друг в друга и совершают каминг-аут.
В интернете RPF-сообщество долгое время концентрировалось на сайте FanFiction.Net Архивная копия от 22 августа 2018 на Wayback Machine. В 2002-м году RPF-раздел был удалён оттуда. Другими крупными англоязычными RPF-площадками стали Quizilla (закрыт в 2014-м), The Nifty Archive Архивная копия от 14 марта 2022 на Wayback Machine, Rockfic.com Архивная копия от 5 декабря 2021 на Wayback Machine, Asianfanfics.com Архивная копия от 13 марта 2022 на Wayback Machine, Archive of Our Own.
В рунете RPF-фанфики публиковались на фан-сайтах знаменитостей, в тематических сообществах LiveJournal, LiveInternet, Diary.ru. С появлением Книги Фанфиков Архивная копия от 15 марта 2022 на Wayback Machine — самого большого русскоязычного архива — такой фанфикшен стал концентрироваться в соответствующем разделе сайта.

## Критика
Вопрос этично ли писать фанфики о реальных людях, до сих пор остаётся предметом спора, в том числе и в фикрайтерском сообществе. Несмотря на то, что практически все авторы RPF-работ подчёркивают, что события в их историях являются вымыслом, многие считают, что подобные сочинения (часто включающие гомосексуальные сюжеты, сцены насилия, изнасилования, инцеста) могут нанести ущерб репутации или оскорбить знаменитость.
Особенно много споров вызывают RPS (real person slash) или RLS (real-life slash) — фанфики, в которых описываются однополые отношения между реальными людьми. Как правило, гомосексуальная ориентация персонажей не имеет никакого подтверждения в действительности или является фанатским домыслом. Во многих фэндомах слэш составляет большинство работ.
Некоторые площадки для фанфикшена отключили всю рубрику RPF, боясь претензий со стороны знаменитостей, которым гомосексуальные и/или порнографические истории с их участием могут не понравиться.
Из-за избытка слэш-фанфиков о реальных людях в 2001 году споры об этичности достигли пика. Появилось много статей на эту тему. К примеру, «RPS в интернете» и «Типичные возражения против RPS v. 2.0».

## Реакция
В 2008 году в Великобритании за непристойную публикацию был арестован автор фанфика о девичьей группе Girls Aloud. В тексте описывалось похищение, изнасилование и убийство девушек. В суде его признали невиновным. Он утверждал, что не пытался запугивать или угрожать участницам группы.